# Cardiocladius nitidus
Cardiocladius nitidus är en tvåvingeart som beskrevs av Jean-Jacques Kieffer 1924. Cardiocladius nitidus ingår i släktet Cardiocladius och familjen fjädermyggor. Inga underarter finns listade i Catalogue of Life.